# B・C・フォーブス
バーティー・チャールズ・フォーブス（Bertie Charles Forbes、1880年5月14日 - 1954年5月6日）は、スコットランド系アメリカ人の金融ジャーナリスト・著述家であり、経済誌『フォーブス』を創刊した。

## 生涯
スコットランドのアバディーンシャー州ニューディアーで10人兄弟の1人として生まれた。父はホワイトヒルで小売商兼仕立屋をしていた。
セント・アンドルーズ大学ダンディー・ユニバーシティ・カレッジ（後にダンディー大学として独立）を卒業した後、1897年に地元の新聞社に入社して記者や論説委員として働いた。1901年に南アフリカのヨハネスブルグに移り、『ランド・デイリー・メール』紙で初代編集長エドガー・ウォレスのもとで働いた。1904年に渡米してニューヨークに住み、『ジャーナル・オブ・コマース』誌で金融担当の記者兼編集者を務めた後、1911年にハースト社の新聞部門に入社して配信コラムを担当した。2年後にハースト社を退社し、『ニューヨーク・アメリカン』紙で経済編集者を務めた。
1916年に『ニューヨーク・アメリカン』紙を辞め、1917年に『フォーブス』を創刊した。1954年にニューヨークで亡くなるまで編集主管を務めたが、晩年は息子ブルース・チャールズ・フォーブス（1916-1964）とマルコム・スティーブンソン・フォーブス（1919-1990）が補佐した。
1942年に投資家連盟(Investors League)を創設した。
1954年5月6日にニューヨークで死去した。1988年に遺体が故郷のスコットランドに戻され、アバディーンシャー州ニューディアのヒル・オブ・カルシュにあるニューディア教会の墓地に埋葬された。
スコットランドから離れて暮らしていたときでも、2年に1度はアバディーンシャーに戻り、クルーデン・ベイ・ホテルに宿泊して「ホワイトヒルの人々をピクニックでもてなす」ことをしていた。この伝統は、1987年に息子のマルコムが復活させた。

## 著書
- Finance, Business and the Business of Life (1915)
- Men Who Are Making America (1917)
- Forbes Epigrams (1922)
- Men Who are Making the West (1923)
- Automotive Giants of America (1925)
- How to Get the Most Out of Business (1927)
- 101 Unusual Experiences (1952)
- America's Twelve Master Salesmen (1952)